# Zamia gentryi
Zamia gentryi är en kärlväxtart som beskrevs av Dodson. Zamia gentryi ingår i släktet Zamia och familjen Zamiaceae. IUCN kategoriserar arten globalt som akut hotad. Inga underarter finns listade i Catalogue of Life.